# Văleni (gmina Secuieni)
Văleni – wieś w Rumunii, w okręgu Bacău, w gminie Secuieni. W 2011 roku liczyła 50 mieszkańców.